# 卡图普图尔
卡图普图尔（Kattuputhur），是印度泰米尔纳德邦Tiruchirappalli县的一个城镇。总人口11115（2001年）。

## 人口
该地2001年总人口11115人，其中男性5546人，女性5569人；0—6岁人口1058人，其中男522人，女536人；识字率69.52%，其中男性为78.63%，女性为60.44%。